# Торе ди Бава (Кунео)
Торе ди Бава је насеље у Италији у округу Кунео, региону Пијемонт.
Према процени из 2011. у насељу је живело 26 становника. Насеље се налази на надморској висини од 487 м.